# Sanne Troelsgaard
Sanne Troelsgaard Nielsen (født 15. august 1988) er dansk fodboldspiller, som spiller for FC Midtjylland og Danmarks kvindefodboldlandshold.
Troelsgaard startede med at spille fodbold i Vejen og har siden hen spillet både for KoldingQ, Haderslev, SønderjyskE og Skovbakken. Hun fik debut på A-landsholdet ved Algarve Cup 2008 i mod Finland, hvor Danmark vandt 1 - 0. Hun scorede hattrick mod Ungarn i kvalifikationskampen til VM i 2019 den 19. september 2017. I kvalifikationskampen til EM i 2022 den 1. december 2020 mod Italien, nåede hun landskamp nummer 150.
Sanne har en tvillingesøster Lotte, som også tidligere har spillet for landsholdet og Kolding Q.
Hun blev også i juni 2022 også udtaget til A-landstræner Lars Søndergaards endelige trup ved EM i fodbold for kvinder 2022 i England.
Sanne Troelsgaard skiftede i februar 2024 til AS Roma på en kontrakt der løb frem til juni samme år.

## Tidligere klubber
- Vejen - 1993-2003
- Kolding B - 2003-2005
- HFK Haderslev/HV04/SønderjyskE - 2005-2009
- Brøndby IF - 2009-2011
- Skovbakken - 2011-2012
- Brøndby - 2012-2014
- KoldingQ - 2014-2017
- FC Rosengård - 2017-2021
- Reading F.C. 2022–2024